# Mumbai Suburban (huyện)
Huyện Mumbai Suburban là một huyện thuộc bang Maharashtra, Ấn Độ. Thủ phủ huyện Mumbai Suburban đóng ở Bandra. Huyện Mumbai Suburban có diện tích 534 ki lô mét vuông. Đến thời điểm năm 2001, huyện Mumbai Suburban có dân số 8587561 người.